# Valentina Těreškovová

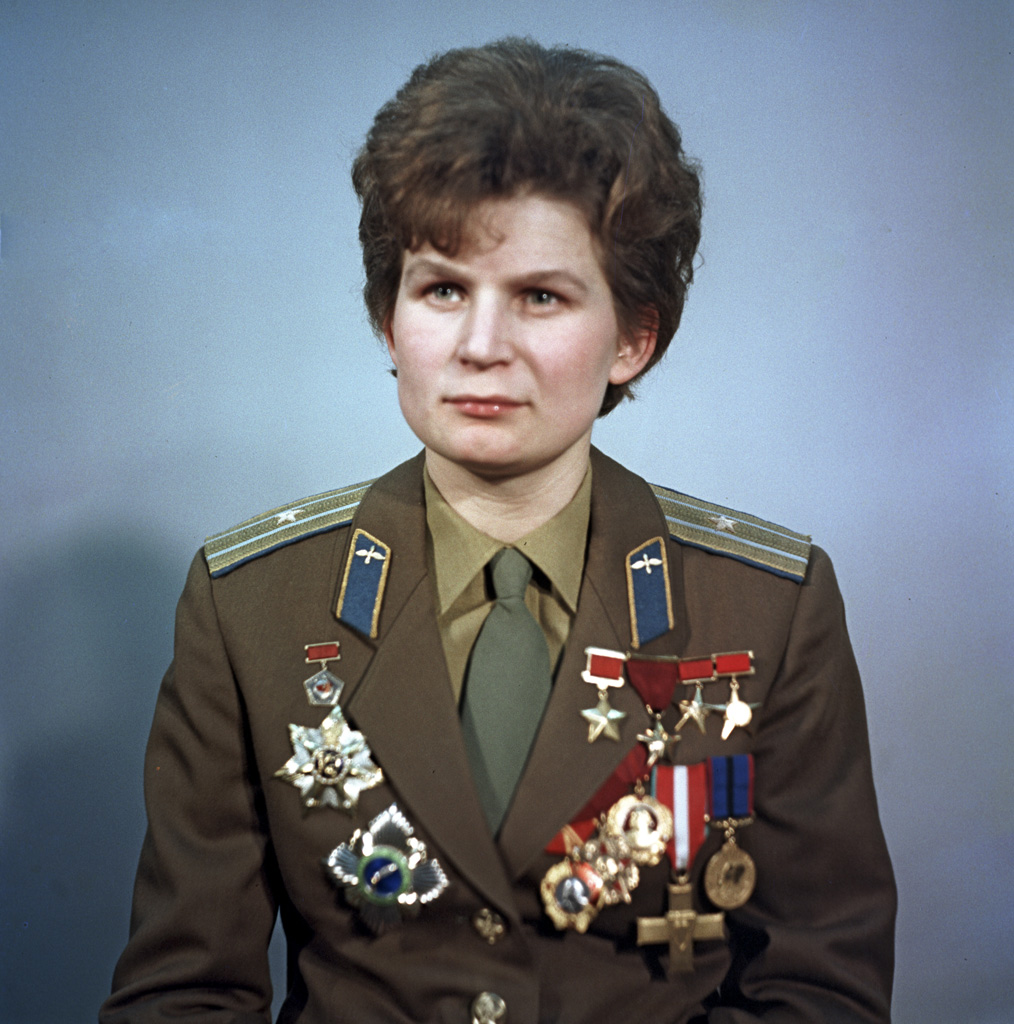
Valentina Těreškovová 1. ledna 1969

Valentina Vladimirovna Těreškovová (rusky Валентина Владимировна Терешкова; * 6. března 1937 Maslennikovo, Jaroslavská oblast) byla první ženou ve vesmíru, kam vystartovala v roce 1963. Zemi obkroužila 48krát, její let trval 3 dny. Zůstává také jedinou ženou, která byla na vesmírné misi sama.
Předtím, než byla vybrána do sovětského kosmického programu, pracovala jako dělnice v textilní továrně a amatérská parašutistka. Vstoupila do letectva, pod které kosmonauti patřili, a po absolvování výcviku byla jmenována důstojnicí. Po rozpuštění první skupiny kosmonautek v roce 1969 zůstala v kosmickém programu jako instruktorka kosmonautů. Později absolvovala Žukovského leteckou inženýrskou akademii a znovu se kvalifikovala pro kosmické lety, ale do vesmíru se již nikdy nevydala. V roce 1997 odešla z letectva do výslužby a dosáhla hodnosti generálmajora.
Těreškovová byla významnou členkou Komunistické strany Sovětského svazu, zastávala různé stranické funkce, mimo jiné byla v letech 1974 až 1989 členkou Prezidia Nejvyššího sovětu Sovětského svazu. Po rozpadu Sovětského svazu zůstala politicky aktivní, ale v letech 1995 a 2003 neuspěla ve volbách do Státní dumy. Jako členka strany Jednotné Rusko byla v roce 2008 zvolena do regionálního parlamentu, Jaroslavské oblastní dumy. V roce 2011 byla zvolena do Státní dumy, v letech 2016 a 2021 byla znovuzvolena.

## Životopis

### Rodinné zázemí a studium
Valentina Těreškovová se narodila v západním Rusku jako druhé ze tří dětí. Její otec byl traktorista, zemřel v sovětsko-finské válce v roce 1940, její matka pracovala v textilním podniku. Valentina postoupila do střední školy (obdoba 2. stupně základní školy, začínal 5. třídou) v roce 1945 ve věku devíti let. Po skončení středního všeobecného vzdělání (10. a 11. třída v té době) v roce 1953 okamžitě nastoupila do práce, a to také do textilního podniku jako její matka. Současně při práci Valentina nadále studovala, a to alespoň prostřednictvím korespondenčních kurzů. V roce 1960 dokončila studia na střední průmyslové škole textilní, ale profesi brzy opustila a byla oficiálně uvolněnou tajemnicí závodní organizace Komsomolu.
Valentina se již od útlého věku zajímala o parašutismus a létání. Oba sny si v dospělosti splnila, jelikož se stala parašutistkou-amatérkou a studovala pilotáž. Tyto dva faktory se pak staly rozhodujícími při její kvalifikaci na kosmonautku v roce 1962. V konečném výběru se o místo první ženy „utkala“ se dvěma dalšími uchazečkami Valentinou Ponomarjovovou a Irinou Solovjovovou, nad které ji nakonec favorizoval její dělnický původ; o její nominaci definitivně rozhodl Nikita Sergejevič Chruščov. I když i ostatní kandidátky prodělaly kosmonautický výcvik, ani jedna z nich do kosmu nikdy neletěla. Formální rozhodnutí o jménech pilotů na lodích Vostok vyslovila příslušná státní komise 4. června 1963 12 dní před startem.

### Let do vesmíru
Dne 16. června 1963 se k obloze vznesl Vostok 6 řízený Valentinou Těreškovovou. Start byl odložen kvůli technickým potížím i zvýšené sluneční aktivitě. Její let trval tři dny, Těreškovová se díky němu stala desátým člověkem a první ženou ve vesmíru. Vostok 6 startoval z kosmodromu Bajkonur v Kazachstánu, který byl tehdy součástí Sovětského svazu. Během letu obletěla Valentina 48krát naši planetu. Přesná doba jejího letu je 70 hodin a 50 minut. Z paluby Vostoku, ze kterého se hlásila volacím znakem чайка (čajka, česky racek), vysílala živý rozhovor, který byl šířen rozhlasem po celém Sovětském svazu. Společně s Vostokem 6 se ve vesmíru nacházel i Vostok 5, kolem kterého Valentina proletěla ve vzdálenosti pouhých pěti kilometrů během jednoho ze svých oběhů okolo planety.
Let neprobíhal bez problémů, řídicí středisko odhalilo chybu v přípravě a muselo přeprogramovat motory, aby nedošlo k vážné nehodě při přistávacím manévru. Těreškovovou trápila kosmická nemoc a únava, na kterou si z kosmické lodi opakovaně stěžovala. Na palubě usínala i v době, kdy měla plnit pracovní úkoly. Několikrát se rozplakala, zvracela, opakovaně žádala o předčasné ukončení letu. Měla velký strach. Dnes pracovníci Institutu historie a techniky Ruské akademie věd spekulují o tom, že mohlo jít i o projevy nervového zhroucení.
Přistání proběhlo 19. června 1963. Podobně jako Jurij Gagarin se i Valentina katapultovala, při přistání se udeřila do hlavy. Přestože mezi štábem panovaly o misi Těreškovové rozpaky, pro celosvětovou veřejnost – a po politické stránce – byla její mise úspěchem.

### Po návratu zvesmíru

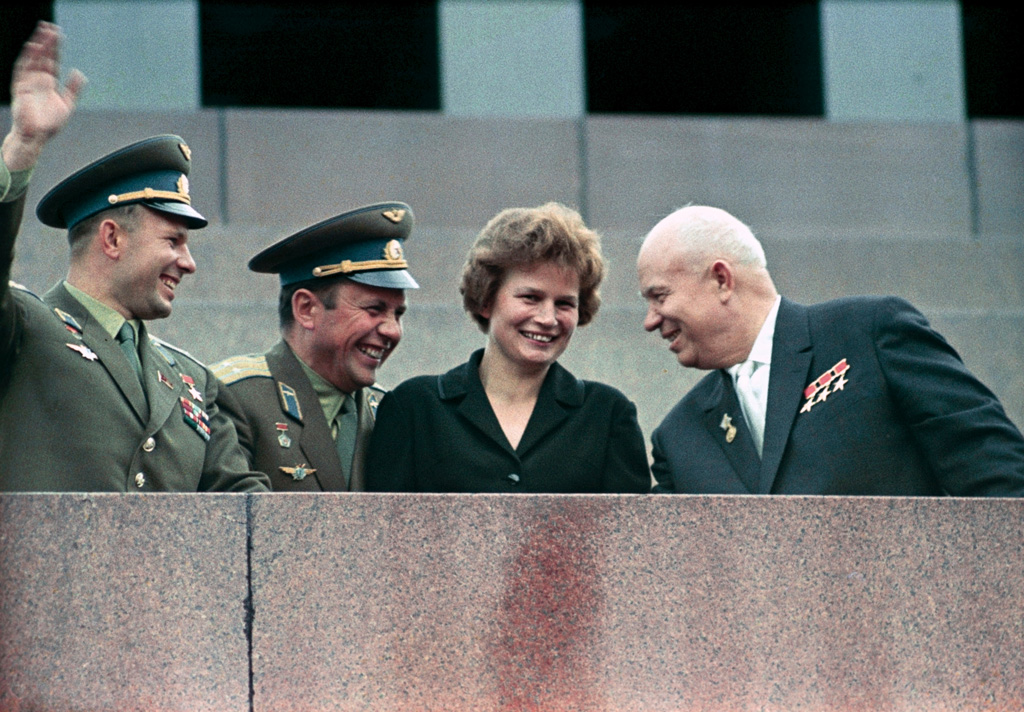
Zprava: Nikita Chruščov, Valentina Těreškovová, Pavel Popovič a Jurij Gagarin v Leninově mauzoleu, 1963

Po návratu byla Valentina prohlášena za Hrdinku Sovětského svazu, povýšena do hodnosti kapitána a byla jmenována do vysoké stranické funkce, což byla jedna z věcí, která jí zamezila znovu letět do vesmíru. Souvisela s tím i neochota stranických a státních funkcionářů riskovat její život při letu z důvodu propagandy. Sama Těreškovová se pokusila 15 let po návratu na zem o návrat do výcvikového střediska, ale neprošla zdravotními testy (další ruská kosmonautka vyletěla do vesmíru až o další čtyři roky později). V letech 1966 až 1989 byla poslankyní Nejvyššího sovětu SSSR. Od roku 1968 do roku 1987 vedla Výbor sovětských žen a od roku 1989 byla místopředsedkyní Mezinárodní demokratické federace žen.
V letech 1964–1969 vystudovala Vojenskou leteckou inženýrskou akademii N. J. Žukovského a získala titul inženýr letec-kosmonaut. V armádě byla až do penzionování v roce 1997, kdy už měla dva roky hodnost generálmajora letectva.
Valentina se později stala oficiální mluvčí Sovětského svazu a za tuto službu byla odměněna Zlatou medailí za mír, kterou obdržela od Organizace spojených národů. V závěru 80. let v období perestrojky ale bylo její společenské postavení omezeno osobní averzí manželky nejvyššího sovětského činitele Michaila Gorbačova Raisy. Od 90. let působí ve vedoucích funkcích ruských organizací pro spolupráci s jinými národy, od roku 1994 je předsedkyní vládního Ruského střediska mezinárodní vědecké a kulturní spolupráce RCMNKS (tzv. Roszaruběžčentr).
Už v srpnu 1963 obdržela Těreškovová také zlatou medaili Hrdinky socialistické práce ČSSR, Bratislava ji jmenovala čestnou občankou města. Roku 1975 zavítala Těreškovová mimo jiné na návštěvu do Písku, kde si prohlédla textilní závod Jitex.

### Soukromý život

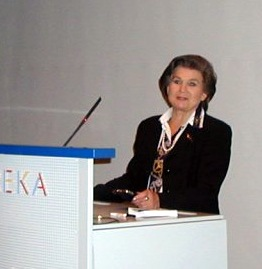
Těreškovová na návštěvě Finska v roce 2002

Těreškovová se 3. listopadu 1963, tedy brzy po návratu ze své kosmické mise, přímo v Kremlu za Chruščovovy přítomnosti provdala za sovětského kosmonauta Andriana Nikolajeva a o rok později se jim 8. června 1964 narodila dcera Jelena, která tak byla prvním dítětem, které mělo oba rodiče v kosmu (dcera Jelena se stala lékařkou). Valentina se s Andrianem v roce 1980 rozvedla a vdala se za vojenského lékaře Julije Šapošnikova, se kterým žila až do jeho smrti v roce 1999.

### Politička
Jako významná členka Komunistické strany Sovětského svazu zastávala i několik politických funkcí, v letech 1966 až 1974 byla členkou Nejvyššího sovětu Sovětského svazu, v letech 1969 až 1991 byla členkou Ústředního výboru Komunistické strany Sovětského svazu a v letech 1974 až 1989 členkou Prezidia Nejvyššího sovětu Sovětského svazu.
V politice zůstala aktivní i po rozpadu Sovětského svazu. V roce 1995 neúspěšně kandidovala do Státní dumy za stranu Náš dům – Rusko tehdejšího premiéra Viktora Černomyrdina. V roce 2003, také neúspěšně, kandidovala za Ruskou stranu života Sergeje Mironova.
Jako členka vládní strany Jednotné Rusko byla v roce 2008 zvolena do regionálního parlamentu, Jaroslavské oblastní dumy. V roce 2011 pak byla zvolena do Státní dumy, byla místopředsedkyní jejího zahraničního výboru. Podporovala také změnu Ústavy Ruské federace, podle které se do ústavy měla doplnit věta, podle které je „pravoslaví základem národní a kulturní identity Ruska“.
V roce 2016 byla do Státní dumy znovuzvolena. Během procesu přijímání změn Ústavy Ruské federace, které byly schváleny v roce 2020, navrhla zrušení limitů pro počet znovuzvolení prezidenta pro Vladimira Putina. Jako podporovatelka anexe Krymu v roce 2014 a války na východní Ukrajině je od roku 2018 na ukrajinském sankčním seznamu. V roce 2021 byla opět znovuzvolena do Státní dumy. Po ruské invazi na Ukrajinu byla přidána také na sankční seznamy Spojených států, Evropské unie a dalších států.

## Vyznamenání
Je po ní pojmenován kráter Těreškovová na odvrácené straně Měsíce a ulice v Karviné.
V roce 2000 jí byl v Londýně udělen titul „Žena století“.